# TEENS
TEENS（ティーンズ）は、2019年12月25日にオープンしたアオファームによる10代向けメディアである。

## 概要
令和時代を生きるティーンの為の新総合メディア。メンバーには10代に絶大な影響力を持つモデルやインフルエンサーを起用し、ファッション、ビューティー、エンタメなど10代が見たい、知りたい、モノ・コトをWEBを中心に発信している。
また雑誌も発売されており、アナログとデジタルを融合した総合ティーンズメディアの構築が目指されている。
最近ではTGC(TOKYO GIRLS COLLECTION)teenへの出演もしている。

## TEENSモデル
- 木村伊吹：いぶき
- 宅原海飛：かぃ ※現在活動不明・ホームページに記載なし
- 三野宮鈴：すず
- 大平ひかる：ひっか ※現在活動不明・ホームページに記載なし
- 池田陽音：いけはる
- 中野晴仁：なかはる
- 飯泉遥斗：いずはる
- 山廣一真：かずま
- 鈴木結奈：ゆうな
- 永島歩花：あゆか
- 戸田梨杏：りあんちょす
- 益田珠希：たまき
- 中野愛梨：あいり
- 林田渓汰：けいぽん

- 松本仁：じん
- 千葉雪乃：ゆきの
- 榊原じゅり：ちびじゅり
- 清水あす香：あすか
- 稲葉優華：ゆうか ※現在活動不明・ホームページに記載なし
- ひとみあい（漢字不明）：あい

### （JCTEENS）
- 北畠愛唯：めい
- ミリヤ：みりや

### 卒業したモデル
- 大橋あかり：あかり
- 網代聖人：あじじ
- 篠ヶ谷歩夢：あゆむん
- 森長一誠：いっせい
- 高橋かの：かの
- 河本景：けいえる
- 西川樹里：じゅりり
- 前田俊：しゅん
- 後藤聖那：せな
- 水野智貴：とっち
- 向葵まる：まるorなたまる
- 刑部結生：ゆい
- 平田侑希：ゆき
- 岡本結芽乃：ゆめのん
- 加藤勇也：ゆやくん
- れーちゃん
- 里吉峻：さと
- 粕谷音：のん
- キラリ：Kirari
- 旭空汰：くうた
- 高木凜汐：りお

## YouTube
ファッション、ビューティー、エンタメなど10代が見たい、知りたい、モノ・コトを発信するチャンネルとして2019年12月25日より「TEENS Channel」というチャンネル名で動画投稿を開始。TEENSモデルのメンバーが入れ替わりで出演している。
開設オープンから約1ヶ月時点（2020年1月31日）でチャンネル登録者数は6.5万人を突破し、ティーンメディアの中で最も勢いのあるメディアとなった。開設から２年が経とうとしている今現在（2021年11月14日）は、チャンネル登録者数15万人を超えている。

## 雑誌
ティーンから人気を誇るモデル、インフルエンサーが集結したファッション雑誌『TEENS Magazine』が、年に2度発売される。
また、オーディションが開催されることもあり、オーディションを通して、TEENS編集部が本気を出して次世代のカリスマティーンとなる新人モデルを発掘する。